# Öntevékeny Csoportok Irodája
Az Öntevékeny Csoportok Irodája (röviden: ÖCSI) a Budapesti Corvinus Egyetem diákszervezete, legfontosabb feladatai közé az elsőévesek integrálása és a Közgáz Gólyabál megszervezése tartozik.

## Története
Az Öntevékeny Csoportok Irodája 1972-ben alakult az akkori Marx Egyetem különböző érdeklődési csoportjait tömörítő szervezeteként. Az idő múlásával a különböző profilú csoportok leváltak az ÖCSI-ről, és 1991-re kialakult a mai funkcióval bíró ÖCSI, ami még így is a Budapesti Közgazdaságtudományi Egyetem, majd a Budapesti Corvinus Egyetem legnagyobb diákszervezeteként működik. Az ÖCSI jogilag bejegyzett hivatalos, nonprofit egyesület, melynek tagjai, az instruktorok, egyetemi éveik jelentős idejét a szervezettel töltik - természetesen az általuk végzett munka önkéntes.

## Tevékenysége
Az ÖCSI minden évben számos nagyszabású rendezvénnyel jelentkezik, melyek közül a legfontosabbak a szeptemberi gólyatáborok, a novemberi Közgáz Gólyabál, de mindezek mellett 16 kisebb-nagyobb tábor is megrendezésre kerül. Emellett az ÖCSI aktívan részt vesz a Hallgatói Önkormányzattal együtt a Corvinus Egyetemi Napok és a Közgáz Évzáró Fesztivál szervezésében is.